# Cửa khẩu Sop Dung
Cửa khẩu Sop Dung là cửa khẩu đường bộ tại vùng đất Ban Sop Dung muang Xiengkhor tỉnh Houaphan (Hủa Phăn), CHDCND Lào .
Cửa khẩu Sop Dung (Sốp Đung) thông thương với Cửa khẩu Nà Cài 20°57′07″B 104°08′12″Đ / 20,951832°B 104,136736°Đ ở vùng đất bản Nà Cài xã Chiềng On huyện Yên Châu tỉnh Sơn La, Việt Nam .
Cặp cửa khẩu Sop Dung - Nà Cài được giới chức hai nước Việt Lào khai trương hoạt động ngày 15/5/2012 . Năm 2019 đây là cửa khẩu quốc gia, không mở cửa cho người nước ngoài qua lại .